# Caraipa grandifolia
Caraipa grandifolia är en tvåhjärtbladig växtart. Caraipa grandifolia ingår i släktet Caraipa och familjen Calophyllaceae.

## Underarter
Arten delas in i följande underarter:
- C. g. grandifolia
- C. g. lacerdae